# Nyctimene malaitensis
Nyctimene malaitensis é uma espécie de morcego da família Pteropodidae. Endêmica das Ilhas Salomão, onde é encontrada nas ilhas de San Cristobal e Malaita.